# باتريسيو دي بالما
باتريسيو دي بالما (بالإسبانية: Patricio Di Palma)‏ هو مهندس أرجنتيني، ولد في 26 يونيو 1971 في بوينس آيرس في الأرجنتين.